# Rychard Bouwens
Rychard Bouwens is een Amerikaans sterrenkundige en universitair hoofddocent aan de Universiteit Leiden.
Bouwens promoveerde aan de Universiteit van Californië - Berkeley onder begeleiding van Joseph Silk. Hij is een voormalig lid van het Hubble Advanced Camera for Surveys Guaranteed Time Observation-team. Gedurende zijn carrière heeft hij meermaals het record gebroken voor het ontdekken van het verste sterrenstelsel in het universum, waaronder in 2015-2016 drie bronnen met spectroscopische roodverschuivingen van z=7,73, z=8,68, en z=11,1. In een Nature-artikel in 2011 beschreef zijn team sterrenstelsel UDFj-39546284 met een fotometrische roodverschuiving van ongeveer 10, dat werd aangekondigd als de verst verwijderde bron in het universum voor zo ver bekend. De roodverschuiving werd later geschat op 11,9.
In 2013 ontving hij de Pastoor Schmeitsprijs, een prijs die in Nederland wordt toegekend aan onderzoekers (jonger dan 40 jaar) die een uitzonderlijke wetenschappelijke bijdrage hebben geleverd aan de astronomie.